# Marco Polo
Marco Polo (Venetië of Korčula, 1254 – Venetië, 8 januari 1324) was een Venetiaanse handelaar en ontdekkingsreiziger. Met zijn vader Niccolò en oom Maffeo Polo bereisde hij tussen 1271 en 1295 voor Europa grotendeels onbekende gebieden zoals Perzië, China en Indië. Hij wist in dienst van de Mongoolse heerser Koeblai Khan unieke informatie over Azië te verzamelen. Na terugkeer in Venetië beschreef hij, samen met de romanschrijver Rustichello van Pisa, de door hem bezochte landen in Il Milione (Nederlandse titel: De wonderen van de Oriënt). Dit boek had in de late middeleeuwen grote invloed op het Europese beeld van het oosten. Marco Polo beschreef de pracht en luister van China en het Mongoolse Rijk en vermeldde vele in Europa onbekende zaken zoals het gebruik van papiergeld, steenkool, het bestaan van Japan, etc. De door Marco Polo opgedane geografische kennis werd gebruikt door gerenommeerde cartografen en stimuleerde, aan de vooravond van het tijdperk van de grote ontdekkingen, ontdekkingsreizigers als Christoffel Columbus.
Regelmatig zijn er twijfels uitgesproken over de geloofwaardigheid van Marco Polo's reizen op grond van omissies en onjuistheden in het boek, maar de meeste onderzoekers oordelen dat de grote hoeveelheid correcte en verifieerbare informatie bewijst dat Il Milione wel degelijk een uniek en waarheidsgetrouw document is.

## Achtergrond

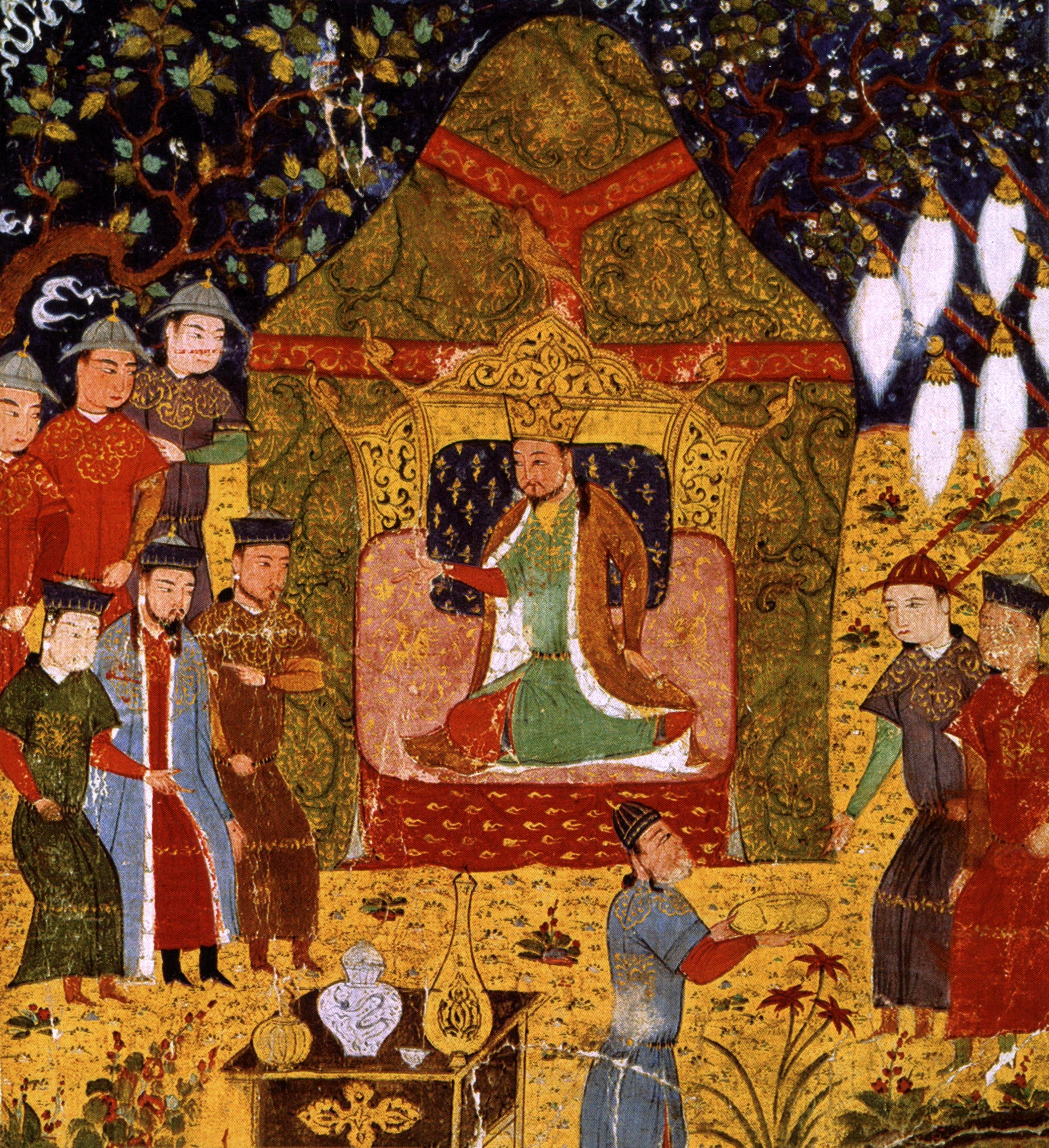
Dzjengis Khan bestijgt de troon

De vijandschap tussen de islamitische wereld en het christelijke Europa in de tijd van de kruistochten betekende dat men in het westen nauwelijks contact had met de verder oostelijk gelegen gebieden in Azië. Het Europese beeld van de Oriënt werd gevormd door een curieuze mengeling van klassieke teksten, theologische leerstellingen en zelfverzonnen mythes. Kaarten na de kruistochten plaatsten Jeruzalem vaak in het middelpunt van de wereld, als "navel van de wereld", het theologische centrum van de aarde. Ergens in Indië bevond zich de Hof van Eden. In Indië zouden zich talrijke christenen bevinden, dankzij het zendingswerk van de apostel Thomas. Dit laatste gegeven gaf voeding aan de legende over Priester Johannes, die over een groot en machtig christelijk rijk in het oosten zou regeren. Van een valse brief van deze fictieve priesterkoning aan de Byzantijnse keizer Manuel I circuleerden vanaf de twaalfde eeuw meer dan honderd kopieën door Europa. De brief beschreef de ontzagwekkende rijkdommen en monsterlijke wezens van Azië, vermengd met elementen uit de Alexanderromans.
De opkomst van het Mongoolse Rijk, onder leiding van Dzjengis Khan (ca. 1162 – 1227), creëerde een nieuwe situatie voor het geïsoleerde Europa. Dzjengis was in 1206 uitgeroepen tot grootkan van alle Mongoolse stammen in het steppengebied ten noorden en westen van China. Hij smeedde de geharde nomaden tot een vrijwel onoverwinnelijk leger van bereden boogschutters. In een serie veldtochten onderwierp de Mongoolse leider uitgestrekte gebieden in Centraal-Azië en het noorden van China. De veroveringen stopten niet na de dood van Dzjengis in 1227. Zijn opvolger Ögedei Khan (ca. 1189 – 1241) zond Dzjengis' kleinzoon Batu Khan (ca. 1205 – 1255) met een leger naar het westen. Batu vernietigde tussen 1237 en 1240 het Kievse Rijk in Rusland en stichtte het rijk van de Gouden Horde. De Mongoolse legers zetten in 1241 hun opmars voort met succesvolle veldtochten in Polen en Hongarije. Batu brak de campagne echter af na het vernemen van het nieuws over de dood van Ögedei. Hij keerde terug naar Mongolië om mee te beslissen over diens opvolging.
De gealarmeerde Europeanen zonden verschillende gezantschappen naar de Mongolen om meer te weten te komen over deze nieuwe macht. In opdracht van paus Innocentius IV reisde de franciscaan Giovanni da Pian del Carpine in 1245 naar het kamp van Batu aan de Wolga. Deze stuurde de monnik door naar het hof van de nieuwe grootkhan Güyük (ca. 1206 – 1248) in Karakorum. Eenmaal aangekomen in Mongolië verliepen de onderhandelingen niet erg succesvol: Güyük eiste dat de paus zich persoonlijk kwam onderwerpen. De missie van Giovanni da Pian del Carpine leverde echter wel een eerste ooggetuigenverslag over het Mongoolse rijk op. Ook de Vlaamse franciscaan Willem van Rubroeck, uitgezonden door de Franse koning Lodewijk IX, bereikte in 1253 Karakorum en schreef een belangwekkend Itinerarium. China bleef echter buiten het gezichtsveld van deze gezantschappen.
De Pax Mongolica op de Euraziatische steppe zorgde voor veilige verbindingen en daarmee mogelijkheden voor de handel. In deze periode beleefde de Republiek Venetië een ongekende commerciële en maritieme expansie. De Venetiaanse doge Enrico Dandolo (ca. 1110 – 1205) had de deelnemers aan de Vierde Kruistocht zo gemanipuleerd, dat ze in 1204 in plaats van Jeruzalem Constantinopel veroverden. De kruisvaarders stichtten het Latijnse Keizerrijk in de voormalige Byzantijnse hoofdstad. De Italianen hadden daarna onbeperkt toegang tot de gebieden rondom de Zwarte Zee en konden daar direct contact met de Mongolen leggen.

## De reis van Niccolò en Maffeo Polo

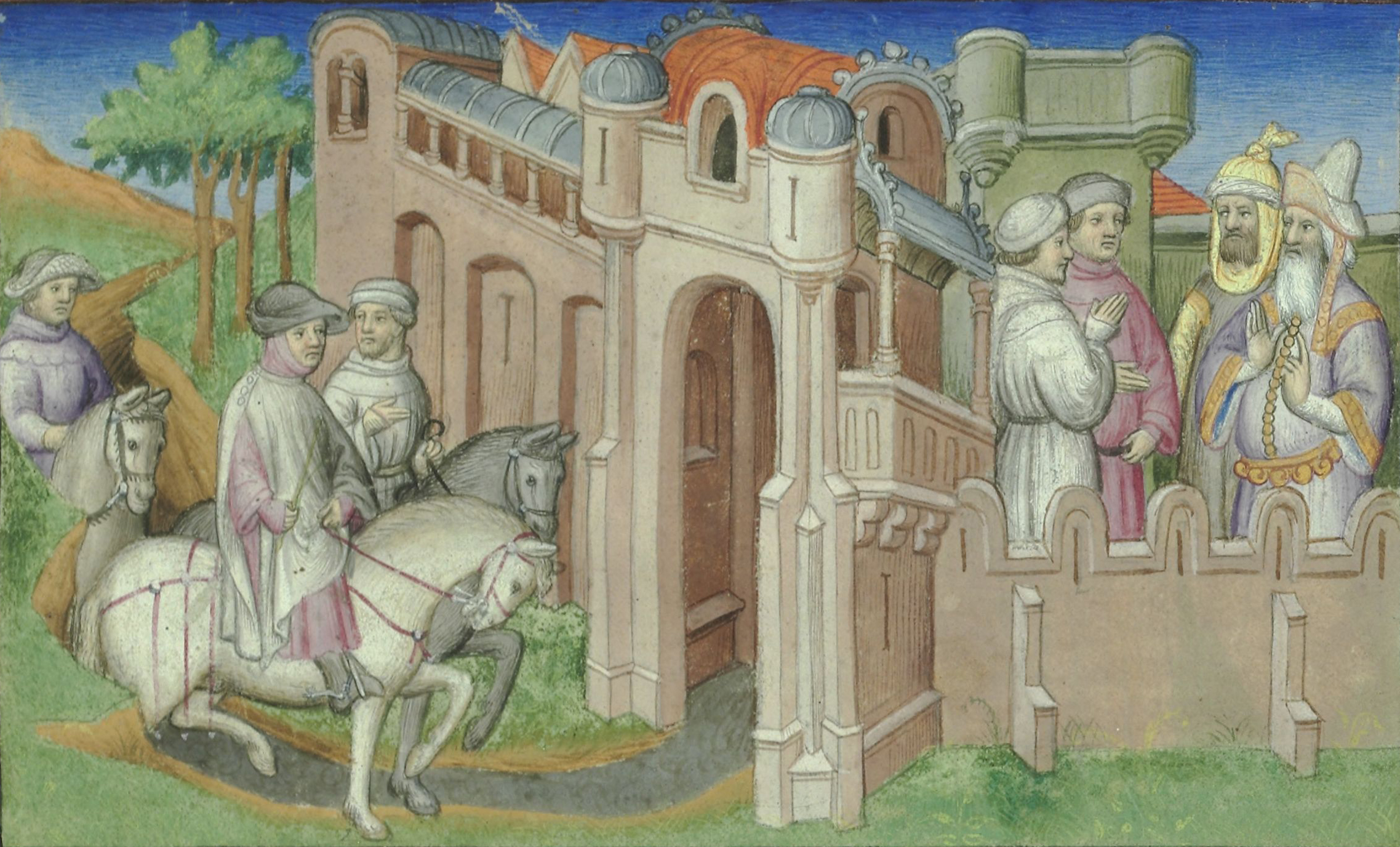
Niccolò en Maffeo ontmoeten de gezant van Hulagu in Buchara

De broers Niccolò († 1300) en Maffeo Polo († 1310) waren Venetiaanse kooplieden uit de middenklasse. Met hun oudere broer Marco († ca. 1280) dreven ze handel in Constantinopel en de gebieden rond de Zwarte Zee. De oude Marco Polo bezat panden in Constantinopel en Soedak, een Venetiaans emporium op de Krim. Rond 1260 trokken Niccolò en Maffeo Polo vanuit Soldaia naar het hof van Berke († 1266), de opvolger van Batu als khan van de Gouden Horde. Te Sarai of Bolgar aan de Wolga dreven ze een succesvolle handel in edelstenen met de khan. Oorlogsomstandigheden verhinderden echter hun terugkeer naar Venetië. De Byzantijnse keizer Michaël VIII Palaiologos heroverde in juli 1261 Constantinopel op de kruisvaarders, terwijl in de winter van 1261–1262 oorlog uitbrak tussen Berke en Hulagu, de eveneens Mongoolse stichter van het Il-kanaat in Perzië. De routes via Constantinopel en de Kaukasus waren daarmee beide afgesloten. De broers trokken daarop oostwaarts naar Buchara in Transoxanië.
Na een verblijf van drie jaar troffen ze een gezant van Hulagu. Deze was op weg naar Hulagu's broer, Koeblai Khan (1215–1294), sinds 1260 de grootkhan van het Mongoolse Rijk. Koeblai regeerde meer dan dertig jaar over het Mongoolse Rijk. Onder zijn bewind veroverden de Mongolen na een jarenlange strijd het zuiden van China op de Zuidelijke Song-dynastie en bereikte het rijk zijn grootste omvang. Na Koeblai's dood viel het Mongoolse Rijk in stukken uiteen.
Op uitnodiging van de gezant reisden Niccolò en Maffeo Polo met hem mee naar het hof van Koeblai. De grootkhan bleek geïnteresseerd in de situatie in Europa en het christelijk geloof en zond de Polo's als zijn gezanten naar de paus in Rome. Koeblai verzocht de paus in een brief om hem honderd geleerden en olie uit de lamp van de kerk van het Heilig Graf in Jeruzalem te sturen. Dankzij Koeblai's paiza, een gouden tablet waarmee de reizigers onderweg vrije doortocht en bescherming konden opeisen, bereikten de broers in 1269 veilig de Armeense havenstad Ayaş aan de Middellandse Zee. In Acre vernamen ze dat paus Clemens IV in november 1268 was gestorven. In afwachting van de verkiezing van een nieuwe paus keerden de Polo's terug naar Venetië, waar Niccolò Polo werd herenigd met zijn inmiddels vijftienjarige zoon Marco. Er zijn geen gegevens bekend over de wijze waarop Marco Polo opgroeide. Aangenomen wordt dat zijn opleiding vooral gericht was op een toekomstige rol als handelaar.

## Marco Polo's reis naar Azië

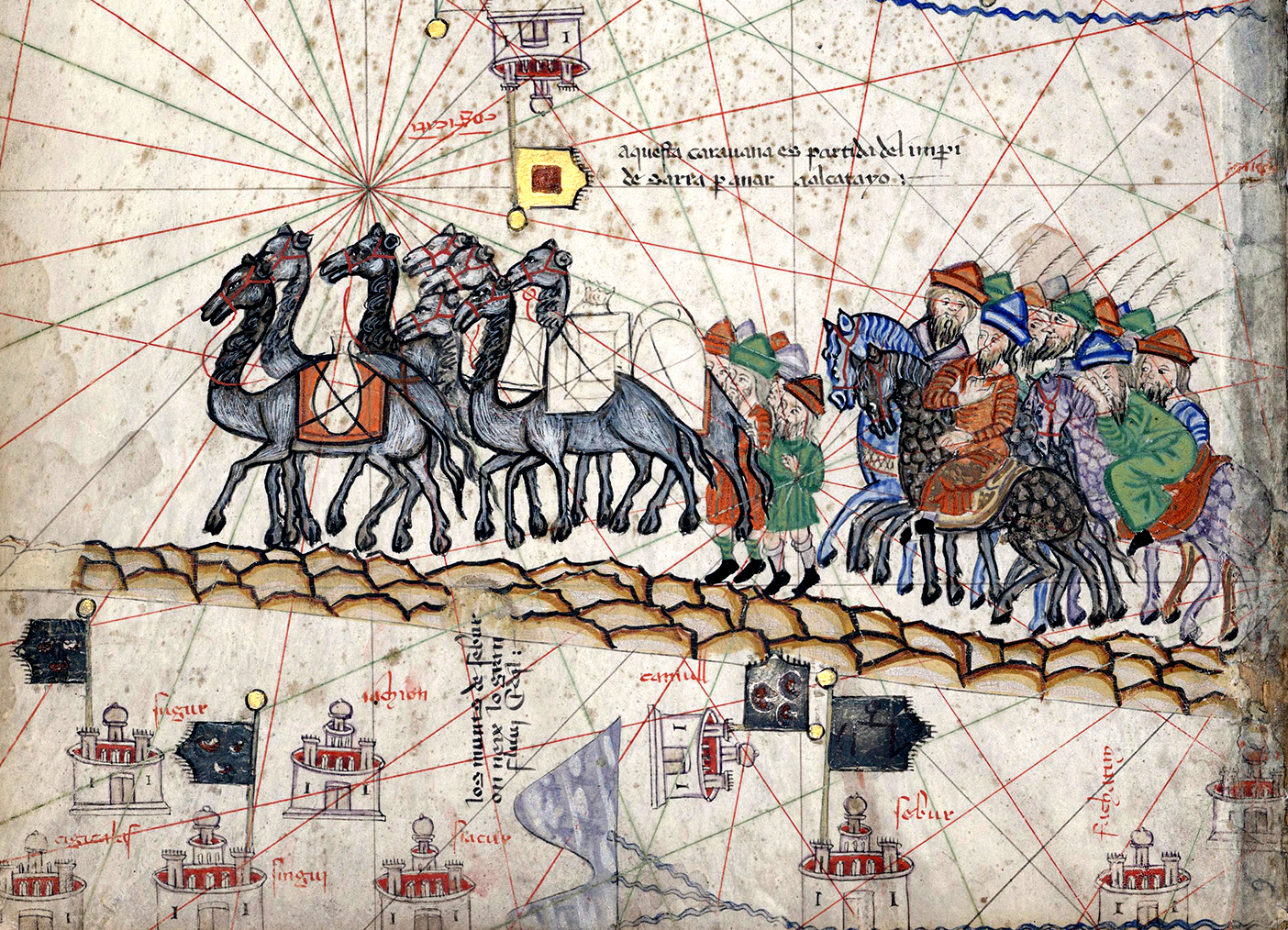
De karavaan van Marco Polo (detail uit Catalaanse Wereldatlas)

Toen na twee jaar nog geen nieuwe paus was gekozen, besloten de broers in 1271 zelf terug te keren naar Mongolië, vergezeld door de jonge Marco Polo. In Acre legden ze contact met de pauselijke nuntius Tebaldo Visconti, die korte tijd later werd verkozen tot paus. Als paus Gregorius X benoemde Visconti de Polo's tot zijn officiële gezanten en voegde twee dominicanen toe aan het gezelschap. Met officiële brieven en de gevraagde olie vertrokken ze in november 1271 vanuit Ayaş over de zijderoute in de richting van Armenië. De twee monniken haakten al snel af uit angst voor oorlogsgeweld van de kant van de Mammelukse sultan Baibars (1223-1277), maar de Polo's zetten hun missie door. Het zou ruim drie jaar duren voordat ze hun reisdoel bereikten.
Vanuit Tabriz, ook toen al vermaard om zijn tapijten, trok het reisgezelschap door de woestijn naar het snikhete eiland Hormuz in de Perzische Golf, een belangrijk knooppunt in de specerijenhandel. Het plan was om overzee naar China te reizen, maar de Venetianen durfden het niet aan met de gammele schepen ter plaatse zee te kiezen. In plaats daarvan kozen ze de oostwaartse karavaanroute door de provincie Kerman en via de door Dzjengis Khan geplunderde handelscentra Herat en Balkh.
In de vruchtbare streek Badakhshan (in het noordoosten van het huidige Afghanistan) konden ze een jaar lang niet verder reizen vanwege een ziekte van Marco Polo. Mogelijk leed hij aan tuberculose, aangezien in Il Milione aangegeven wordt dat hij herstelde toen hij de berg opging (aan berglucht wordt in combinatie met tuberculose een heilzaam effect toegeschreven). Malaria is een andere mogelijkheid. De omgeving van Badakhshan was rijk aan edelstenen zoals lapis lazuli, zeer geschikte handelswaar voor de reizende kooplieden. Het is waarschijnlijk dat de Polo's verschillende handelsmissies naar omliggende streken ondernamen. Na het herstel van Marco Polo staken de reizigers de Pamir over, een gebergte dat zo hoog lag dat er geen vogels meer vlogen en het kampvuur nauwelijks wilde branden. Na de oasestad Kashgar wachtte hun de angstaanjagende Taklamakanwoestijn, waarover Marco Polo meldde dat er geesten zijn die 's nachts de mensen toeroepen en op trommels spelen. Deze geluiden zijn door meer reizigers beschreven en worden veroorzaakt doordat passerende mensen of de wind het zand in beweging zetten.

De drie Venetianen liepen opnieuw een jaar vertraging op in de Chinese provincie Gansu. In deze streek was de pleisterplaats Dunhuang een belangrijk boeddhistisch centrum met talrijke kloosters en tempelgrotten. Na een reis door het noorden van China (Cathay is de benaming die Marco Polo voor dit gebied geeft) arriveerden de reizigers in mei 1275 uiteindelijk aan het hof van Koeblai. Dat was of in diens zomerresidentie in Shangdu of anders in de nieuwe hoofdstad Peking (Marco Polo noemt deze stad Cambaluc, 'stad van de khan'). De grootschaligheid en planmatige opzet van Cambaluc maakte grote indruk op Marco Polo:
Deze stad heeft een omtrek van ongeveer vierentwintig mijl, namelijk zes mijl aan elke kant, en is helemaal vierkant, zodat geen enkele zijde langer is dan de andere. Deze stad is omgeven door stadsmuren die tien passen breed en twintig hoog zijn. (…) Ze zijn allemaal wit en voorzien van kantelen. Er zijn tien poorten in de muren en boven elke poort bevindt zich een groot gebouw, zodat op elke zijde van het vierkant drie poorten en vijf gebouwen staan, want ook op elke hoek van deze muur staat een groot gebouw, waarin de mannen zich bevinden die de stad bewaken. De straten in de stad zijn zo recht dat je vanuit de ene poort de andere kunt zien; dat is aan alle kanten het geval.

## Verblijf in China

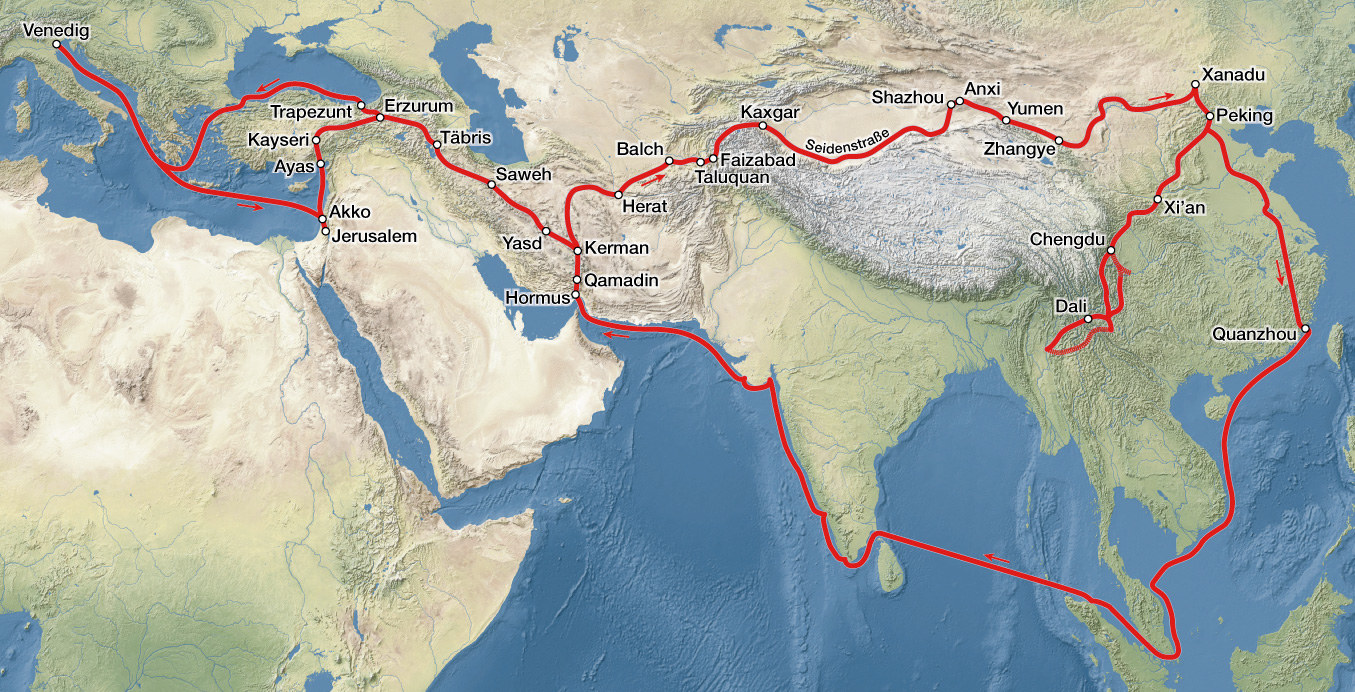
Reisroute van Marco Polo

Koeblai ontving de Polo's opnieuw welwillend en nam hen op in zijn gevolg. Het was niet ongebruikelijk dat de Mongoolse heersers gebruik maakten van de diensten van buitenlanders. Anders dan Chinezen hadden deze geen plaatselijke contacten en waren dus geheel afhankelijk van de gunst van de Mongolen. Il Milione geeft weinig informatie over de aard van de werkzaamheden van de Polo's. Vermeld wordt dat ze de grootkhan adviseerden tijdens de jarenlange belegering van de stad Xianyang (Sagianfu). Ze introduceerden bij Koeblai een andere westerling die ervaren was in het bouwen van blijden, een belegeringswerktuig dat in staat was grote brokken steen te werpen. Met behulp van deze blijden kon de stad worden ingenomen. Het verslag in Il Milione komt overeen met wat Chinese bronnen over het beleg vermelden. Ook deze bronnen vermelden de cruciale rol die westerse technici speelden. Alleen konden de Polo's hier zelf niet bij betrokken zijn geweest, aangezien de stad al in 1273 viel, twee jaar vóór hun aankomst in China. Deze passage in Il Milione is de enige in het verslag van de tweede reis waarin Niccolò en Maffeo Polo genoemd worden.
De jonge Marco Polo maakte een goede indruk op Koeblai. In dienst van de grootkhan ondernam Marco Polo tal van missies binnen China en daarbuiten. Hij onderscheidde zich door Koeblai van boeiende informatie over de zeden en gewoontes van deze streken te voorzien. Kennelijk ontpopte Marco Polo zich al vroeg als een geboren verhalenverteller. Volgens het boek beheerste hij vier talen. Op basis van de door hem gebruikte geografische namen in het boek sprak hij in ieder geval Perzisch en wellicht Mongools, maar historici zijn het er over eens dat hij het Chinees niet machtig was.
Aan de hand van Il Milione kunnen enkele grote reizen van Marco Polo gereconstrueerd worden. De eerste reis ging vanuit Peking naar de zuidwestelijke provincie Yunnan, waar Koeblai in 1253 (toen nog als prins) het koninkrijk Nan Chao had veroverd. In 1277 startte een nieuwe Mongoolse campagne tegen het koninkrijk Pagan in het huidige Myanmar. De Mongolen wonnen wederom de strijd en veroverden de gelijknamige hoofdstad Pagan. Marco Polo trok via Taiyuan, Xi'an, Chengdu en de woeste uitlopers van Tibet naar Dali, de voormalige hoofdstad van Nan Chao. Het is niet duidelijk of hij in het kielzog van het Mongoolse leger ook Pagan bereikte.
De tweede reis had wederom Peking als startpunt en volgde de oostkust in zuidelijke richting naar Hangzhou (Quinsai), Fuzhou en Kanton (Zaiton), de belangrijkste haven van Zuid-China (Mangi). Het noordelijk deel van de tocht, de Gele Rivier overstekend en het Grote Kanaal volgend tot aan de Jangtsekiang, legde Marco Polo waarschijnlijk vaker af. Hij meldde dat hij Hangzhou verschillende keren had bezocht. Hangzhou was de voormalige hoofdstad van de Zuidelijke Song-dynastie, in 1276 door Koeblai veroverd. Het was met ongeveer 300.000 inwoners de grootste stad ter wereld in de dertiende eeuw. Geen enkele andere plaats krijgt zoveel aandacht in het boek als Hangzhou en het aangrenzende Westelijke Meer. Volgens Marco Polo zou de stad een omtrek van honderd mijl hebben en twaalfduizend stenen bruggen bevatten.
Noordelijk van Hangzhou ligt Yangzhou aan het Grote Kanaal. In een enkel zinnetje vermeldt het boek dat Marco Polo deze stad drie jaar lang heeft bestuurd. Dit is uiterst onwaarschijnlijk gezien het belang van deze stad en het ontbreken van enige Chinese bron. Wellicht speelde hij een rol in het bestieren van de buitenlandse gemeenschap aldaar.
In 1289-1290 maakte Marco Polo mogelijk nog een trip naar Champa (in het zuiden van het tegenwoordige Vietnam), Ceylon en India. Uit zijn beschrijvingen van deze gebieden is moeilijk op te maken of hij ze op deze reis bezocht of op de terugreis naar Venetië, maar het is wel opvallend dat Il Milione tweemaal een paragraaf over Ceylon heeft. Koeblai had opdracht gegeven daar religieuze relikwieën op te halen. Marco Polo beklom op het eiland Adam's Peak, de berg waar volgens de boeddhistische traditie Gautama Boeddha (Sergamon Borgani) begraven ligt en volgens de christenen Adam.

## Terugkeer naar Venetië
Met het oog op de hoge leeftijd van hun beschermheer Koeblai groeide bij de drie Polo's de wens om terug te keren naar Venetië. Ze konden er niet zeker van zijn dat diens opvolger hun even gunstig gezind zou zijn. Koeblai weigerde echter hen te laten gaan. Na zeventien jaar in China te zijn geweest kregen de Polo's toch de kans om terug te keren naar Venetië. De Ilkhan Arghun (ca. 1258 – 1291) liet zijn oudoom Koeblai via een gezantschap weten dat hij na de dood van zijn favoriete vrouw een nieuwe bruid uit diens familie wenste. Koeblai koos de zeventienjarige prinses Kököchin (Cocacin) uit. Aangezien de landroute door een oorlog was afgesloten, werd besloten het gezantschap over zee naar Perzië te laten reizen. Marco Polo was juist teruggekeerd van zijn zeereis naar India en de drie Polo's werden vanwege hun maritieme ervaring aangewezen om de jonge bruid te begeleiden. Het gezantschap trok in 1291-1292 langs de oostkust van China naar Kanton, waar een vloot van veertien jonken werd uitgerust.
Op Sumatra (Java Minor) moest de vloot vijf maanden wachten tot de wisseling van de moesson. Marco Polo was op dit tropische eiland op het zuidelijk halfrond aangekomen en berichtte als eerste Europeaan dat de poolster daar niet meer zichtbaar was aan de horizon. Met zijn verblijf op Sumatra logenstrafte hij ook Aristoteles. Deze Griekse filosoof beweerde in zijn Meteorologica dat de tropen onbewoonbaar waren door de verzengende hitte. Via Ceylon en de westkust van India bereikte het gezelschap Hormuz in de Perzische Golf. Il Milione meldt dat er van de zeshonderd passagiers nog maar achttien in leven waren. In Hormuz vernamen de gezanten dat ook Arghun inmiddels was gestorven, waarop ze naar het hof van diens opvolger Gaikhatu († 1295) in Tabriz reisden. Kököchin werd uitgehuwelijkt aan Arghuns zoon Ghazan (1271–1304). Na een verblijf van negen maanden aan het hof verschafte Geikhatu de Polo's paizas en een vrijgeleide naar de kust van de Zwarte Zee.
In Trebizonde werden de Polo's opnieuw met tegenslag geconfronteerd. Vanwege een conflict met Venetië confisqueerden de plaatselijke autoriteiten 500 kilo ruwe zijde, die de Polo's in Venetië voor een fortuin hadden kunnen verkopen. Via Constantinopel en Negroponte keerden de drie wereldreizigers in 1295 terug in Venetië, vierentwintig jaar na hun vertrek.

## Latere leven en totstandkoming van het boek

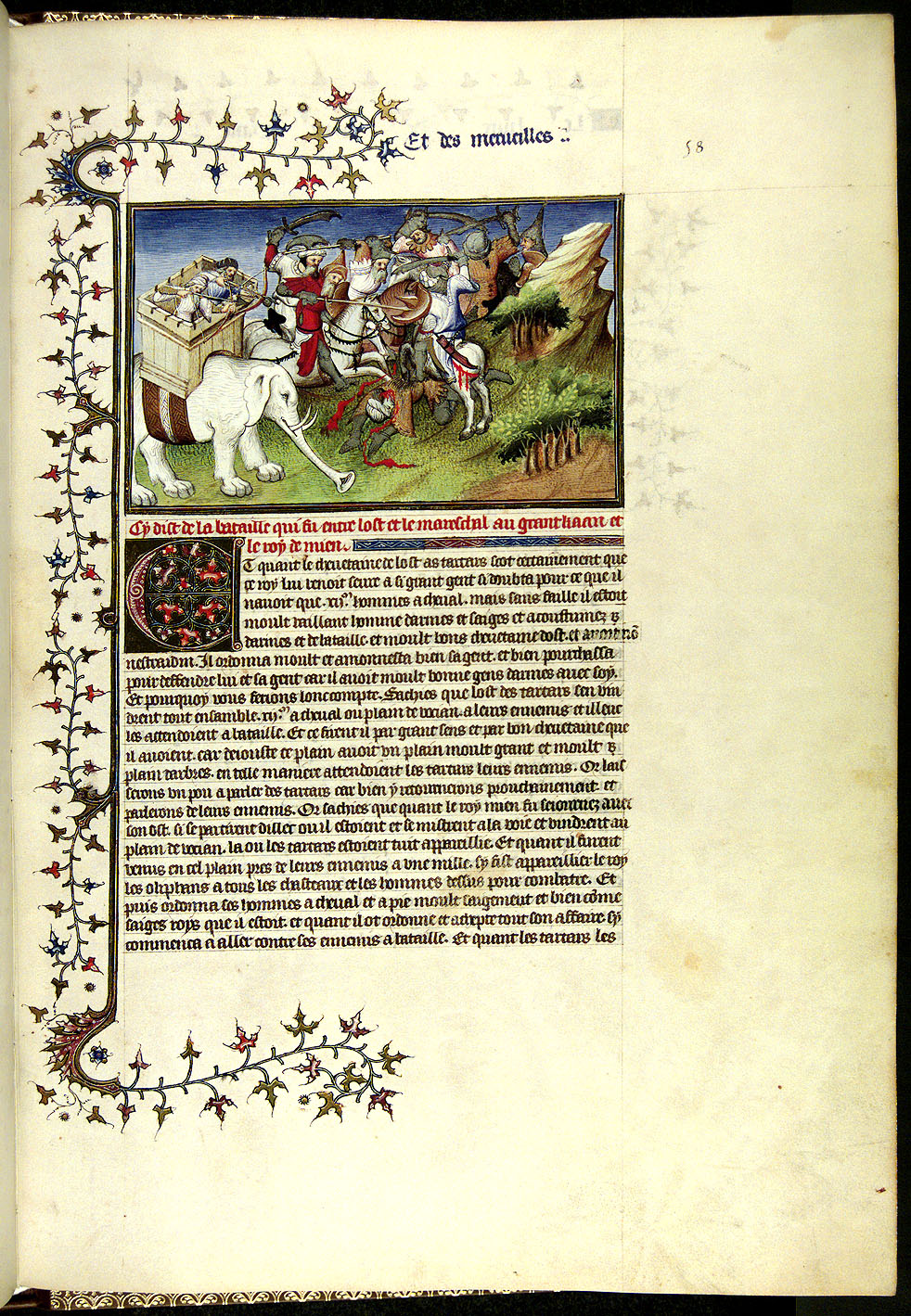
Il Milione

Giovanni Battista Ramusio (1485–1557), Marco Polo’s biograaf uit de zestiende eeuw, schreef dat de drie wereldreizigers bij hun terugkeer aanvankelijk niet herkend werden door hun familieleden, maar dat dit snel veranderde toen ze de in hun kleding genaaide edelstenen toonden. Enkele jaren later vocht Marco Polo in Venetiaanse dienst in een oorlog tegen aartsvijand Genua. De Genuese admiraal Lamba Doria (1245–1323) behaalde in september 1298 een verpletterende overwinning op de Venetiaanse vloot bij het Dalmatische eiland Korčula. Marco Polo werd in deze zeeslag krijgsgevangen gemaakt. In Genua ontmoette hij Rustichello, een Pisaan die al jaren in Genuese gevangenschap doorbracht en de tijd doodde met het schrijven van ridderromans over koning Arthur. In de maanden tot beider vrijlating in de zomer van 1299 werkten zij samen aan de optekening van Marco Polo’s beschrijving van de landen, volken en wonderlijke zaken van Azië.
Hun boek werd onder de naam Il Milione bekend. De titel kan slaan op 'miljoenen' vanwege Marco Polo's veelvuldig gebruik van grote getallen, maar ook op de familienaam van de Polo's, die oorspronkelijk afkomstig waren uit het plaatsje L'Emilione. Il Milione was direct een groot succes. Nog tijdens Marco Polo's leven werd het in zes talen vertaald. Marco Polo lijkt echter zelf geen bemoeienis te hebben gehad bij de verspreiding van het boek.
Na terugkeer in Venetië vestigde hij zich in een ruim huis in de wijk San Giovanni Crisostomo. Hij trouwde in 1300 met de koopmansdochter Donata Badoer, met wie hij drie dochters kreeg: Fantina, Bellela en Moreta. Uit enkele gerechtelijke stukken valt op te maken dat de voormalige wereldreiziger actief was als geldschieter en betrokken bij bescheiden handelstransacties. Zijn testament laat zien dat hij redelijk welgesteld was. Marco Polo stierf op negenenzestigjarige leeftijd in januari 1324 en werd begraven in de San Lorenzo kerk, naast zijn vader en oom. Volgens een door Ramusio beschreven anekdote vroeg een priester hem op zijn sterfbed of hij nog onwaarheden uit zijn boek wilde herroepen, waarop Marco Polo antwoordde dat hij nog niet de helft had verteld van wat hij gezien had.

## Il Milione
Het oorspronkelijke manuscript van Il Milione, waarschijnlijk geschreven in het Oudfrans of Frans-Italiaans, is verloren gegaan. Wel zijn circa honderdvijftig middeleeuwse manuscripten van het boek getraceerd, met versies in het Latijn, Oudfrans, Venetiaans, Castiliaans, Catalaans, Portugees en Tsjechisch. De versies vertonen onderling grote verschillen door de toevoegingen en wijzigingen van de kopiisten. De Italiaan Luigi Foscolo Benedetto heeft in 1928 op basis van een vroege Toscaanse versie een gezaghebbende moderne editie samengesteld, die in 1975 nog verder verfijnd is door Valeria Bertolucci Pizzorusso. Op haar Edizione critica is ook de Nederlandstalige vertaling De wonderen van de Oriënt gebaseerd.
Het boek opent met een korte inleiding waarin de lotgevallen van Niccolò en Maffeo Polo uit de doeken worden gedaan en verhaald wordt hoe de drie Polo's uiteindelijk als escorte van prinses Kökäcin konden terugkeren naar hun geboortestad. Dit deel is vooral bedoeld om de lezer te overtuigen van de geloofwaardigheid van de rest van het boek. Daarna is Il Milione in de eerste plaats een geografisch werk. De beschrijving van gebieden en plaatsen is de kapstok waaraan tal van andere wetenswaardigheden worden opgehangen. Zeer gedetailleerde beschrijvingen worden daarbij afgewisseld met tamelijk droge opsommingen.
China was in de dertiende eeuw in veel opzichten verder ontwikkeld dan Europa. Marco Polo kon zijn lezers daarom tal van noviteiten voorschotelen, zoals papiergeld, het gebruik van steenkool als brandstof, het juist weer onbrandbare asbest en geavanceerde jonken. Hij was ook de eerste Europeaan die melding maakte van het bestaan van Japan (Cipangu). Hij beschreef hoe de Mongolen een poging deden dit eilandenrijk te veroveren. Een taifoen vernielde echter de Mongoolse vloot. Het gebeurde overigens tweemaal (in 1274 en 1281) dat een Mongoolse invasie van Japan mislukte door een tropische storm. Deze storm staat in de Japanse geschiedschrijving bekend als de 'goddelijke wind' of 'kamikaze'.
Koeblai Khan en zijn hofhouding spelen een belangrijke rol in Il Milione. Marco Polo beschouwde de grootkhan als de grootste heerser die de wereld ooit gekend had. De feesten, de vrouwen, de jachtpartijen en de oorlogen van de Mongoolse heerser worden allemaal uitgebreid beschreven. Marco Polo's beschrijving van het Mongoolse postsysteem geldt nog steeds als de beste bron voor dit instituut.
Priester Johannes daarentegen wordt door Marco Polo van zijn mythische proporties ontdaan. De priesterkoning zou hebben geweigerd om zijn dochter aan Dzjengis Khan uit te huwelijken. In de daarop volgende strijd werd Priester Johannes verslagen en gedood door Dzjengis Khan. De nakomelingen van Priester Johannes waren daarna onderhorig aan de grootkhan. Dit verhaal is gebaseerd op de tweestrijd tussen Dzjengis Khan en zijn rivaal Ong Khan († 1203).
Marco Polo was de eerste Europeaan die berichtte over de Oude Man uit de Bergen, de leider van de Assassijnen. In de onneembare bergvesting Alamoet bedwelmde deze ismaïlitische sekteleider zijn volgelingen met hasjiesj waardoor deze zich in het paradijselijke hiernamaals waanden. Aldus gemotiveerd waren de Assassijnen fanatieke strijders die in de twaalfde en dertiende eeuw een gevreesde macht vormden in het Midden-Oosten. Hulagu Khan maakte een einde aan hun terreur door in 1256 Alamoet te veroveren.

Op zijn omzwervingen door Azië kwam Marco Polo in aanraking met tal van andere culturen en religies dan hij vanuit zijn christelijke, Europese achtergrond gewend was. Hij beschreef deze op een tamelijk ontspannen, maar niet heel diepgravende wijze. De beschrijvingen in Il Milione zijn meestal gericht op de uiterlijke verschijnselen van deze culturen. Hij lijkt de 'onverschillige tolerantie' voor alle religies van de Mongolen te hebben overgenomen. Confucianisme en taoïsme worden bijvoorbeeld nergens expliciet benoemd; net als de boeddhisten en de sjamanisten worden hun aanhangers steevast bestempeld als afgodendienaars. Desondanks lijkt hij tijdens zijn verblijf in India zijn opvattingen over het boeddhisme te hebben bijgesteld. Na een uitvoerige en nauwkeurige weergave van het levensverhaal van Gautama Boeddha meldt Il Milione:
…als hij (Boeddha) een gedoopte christen was geweest, zou hij zeker een grote heilige bij God zijn geweest.

## Invloed van het boek in de middeleeuwen

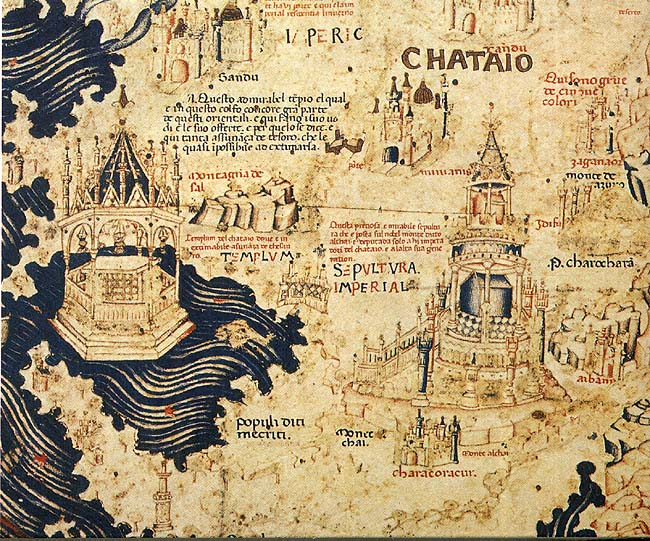
Detail van de Fra Mauro-wereldkaart (1459). Het westen is bovenin te vinden.

Tot het midden van de veertiende eeuw waren er nog enkele andere Italiaanse handelaren en missionarissen die de weg naar Cathay wisten te vinden. De franciscaan Odoric van Pordenone (1286–1331) schreef bijvoorbeeld een levendig verslag over zijn reis via de Indische Oceaan naar Peking. Maar de zijderoute werd steeds moeilijker toegankelijk voor Europese reizigers door de bekering van de westelijke Mongoolse khanaten tot de islam en de verwoestende uitwerking van de Zwarte Dood, een uitbraak van pest die tientallen miljoenen slachtoffers eiste in de periode 1347–1351. Het gebrek aan ooggetuigenverslagen maakte het voor de middeleeuwers lastig onderscheid te maken tussen fictie en werkelijkheid. Il Milione werd vooral beschouwd als een boek met wonderlijke vertellingen. In deze rol had het flinke concurrentie van het smeuïge, maar fictieve reisverslag van Jean de Mandeville, gepubliceerd tussen 1357 en 1371. Het boek van Jean de Mandeville is een mengeling van de bekende middeleeuwse mythen over het oosten en reisverslagen van onder anderen Marco Polo en Odoric van Pordenone.
Paradoxaal genoeg begon Marco Polo's invloed op de middeleeuwse cartografie tegen het einde van de veertiende eeuw wel merkbaar te worden. De mappa mundi van 1320 van de Genuese cartograaf Pietro Vesconte († 1330) negeerde Marco Polo nog volledig, maar in de Catalaanse Wereldatlas van 1375 zijn de door hem beschreven gebieden duidelijk terug te vinden. De geloofwaardigheid van Marco Polo’s geografische informatie werd bevestigd door het reisverslag van Niccolò da Conti (1395–1469). Deze Venetiaanse koopman doorkruiste in de eerste helft van de vijftiende eeuw vijfentwintig jaar lang het gebied van de Indische Oceaan. Hij berichtte aan paus Eugenius IV over de locatie van de specerijeilanden. De camaldulenzer lekenbroeder fra Mauro († 1460), opnieuw een Venetiaan, was de eerste die de gegevens van Marco Polo systematisch verwerkte in zijn geografisch werk. Diens prestigieuze Fra Mauro-wereldkaart (1459) leunde zwaar op Marco Polo voor het gedeelte over Oost-Azië. Dit is ook een van de eerste Europese kaarten waarop Japan (Cipangu) staat afgebeeld.
De kaart van fra Mauro en het boek van Marco Polo oefenden grote invloed uit op de Florentijnse geograaf Paolo dal Pozzo Toscanelli (1397–1482). Deze propageerde de theorie dat de Atlantische Oceaan smal was en het dus mogelijk was om westwaarts varend vanuit Europa Azië te bereiken. De ideeën van Toscanelli inspireerden Christoffel Columbus (1451–1506) om de westwaartse route over de Atlantische Oceaan uit te proberen. Columbus was een fervent lezer van Il Milione, gezien de vele kanttekeningen die hij in de marges van zijn exemplaar schreef. In de plannen van Columbus speelde Cipangu een cruciale rol. Dit eiland, volgens Marco Polo 2500 kilometer ten oosten van China (Cathay) gelegen, zou als tussenstop kunnen fungeren. Columbus stuitte op zijn historische overtocht in 1492 echter op een Nieuwe Wereld. Op zijn latere tochten zocht Columbus vergeefs naar Cipangu en Cathay.
Nadat de Portugese ontdekkingsreiziger Vasco da Gama in 1498 India wist te bereiken door het omzeilen van Afrika, volgden meer Europeanen diens spoor. Jezuïtische missionarissen als de Italiaan Matteo Ricci (1552–1610) verbleven jarenlang in het China van de Ming-dynastie. De Mongoolse overheersers waren al in 1368 verdreven en de door Marco Polo gebruikte Perzische plaatsnamen waren niet langer in gebruik. De jezuïeten merkten dat Il Milione van weinig nut was als reisgids voor China. De invloed van het boek op de beeldvorming van de Europeanen over China verdween daarmee langzaam maar zeker.

## Controverses

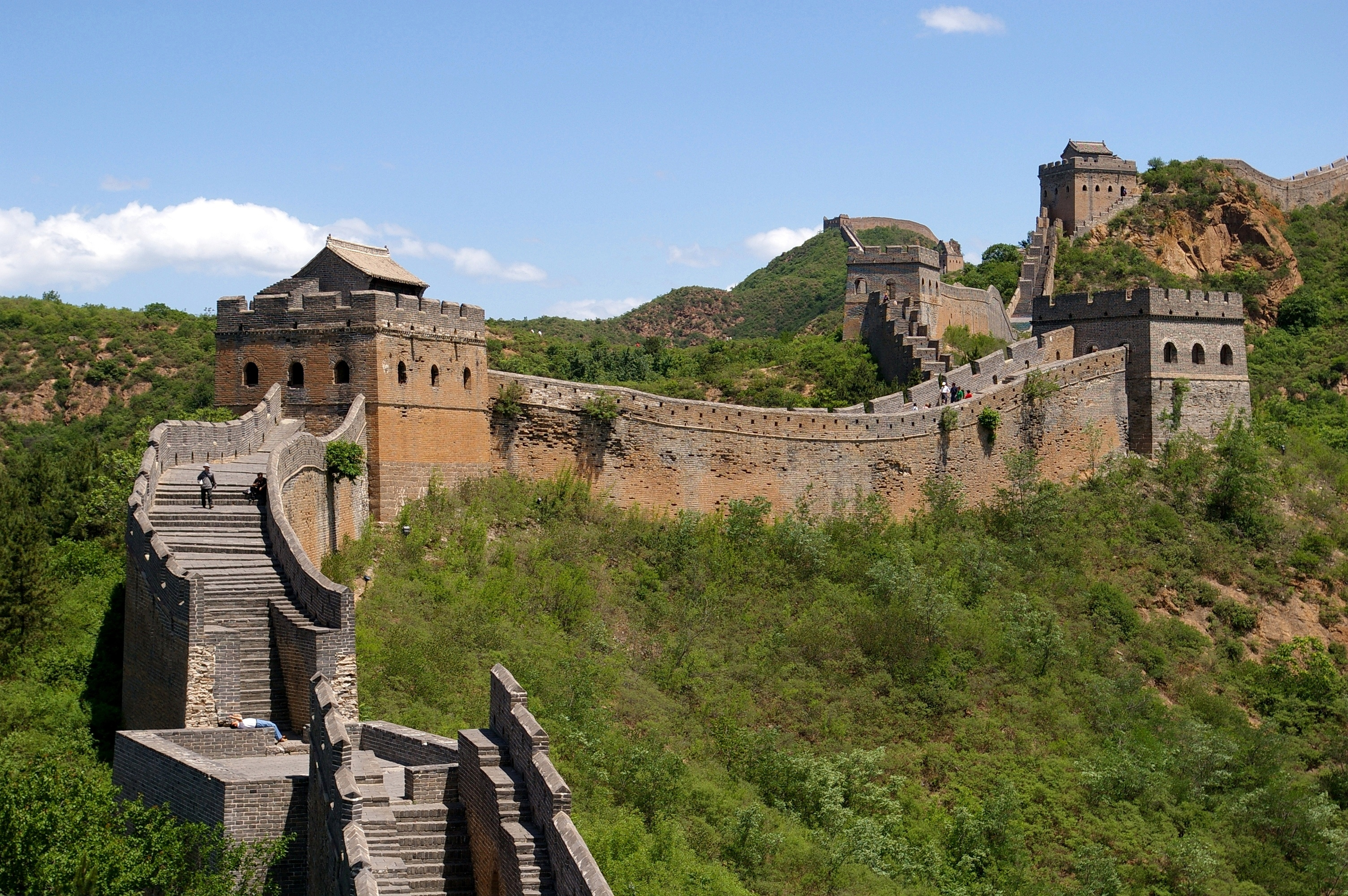
Chinese Muur

## Nawoord

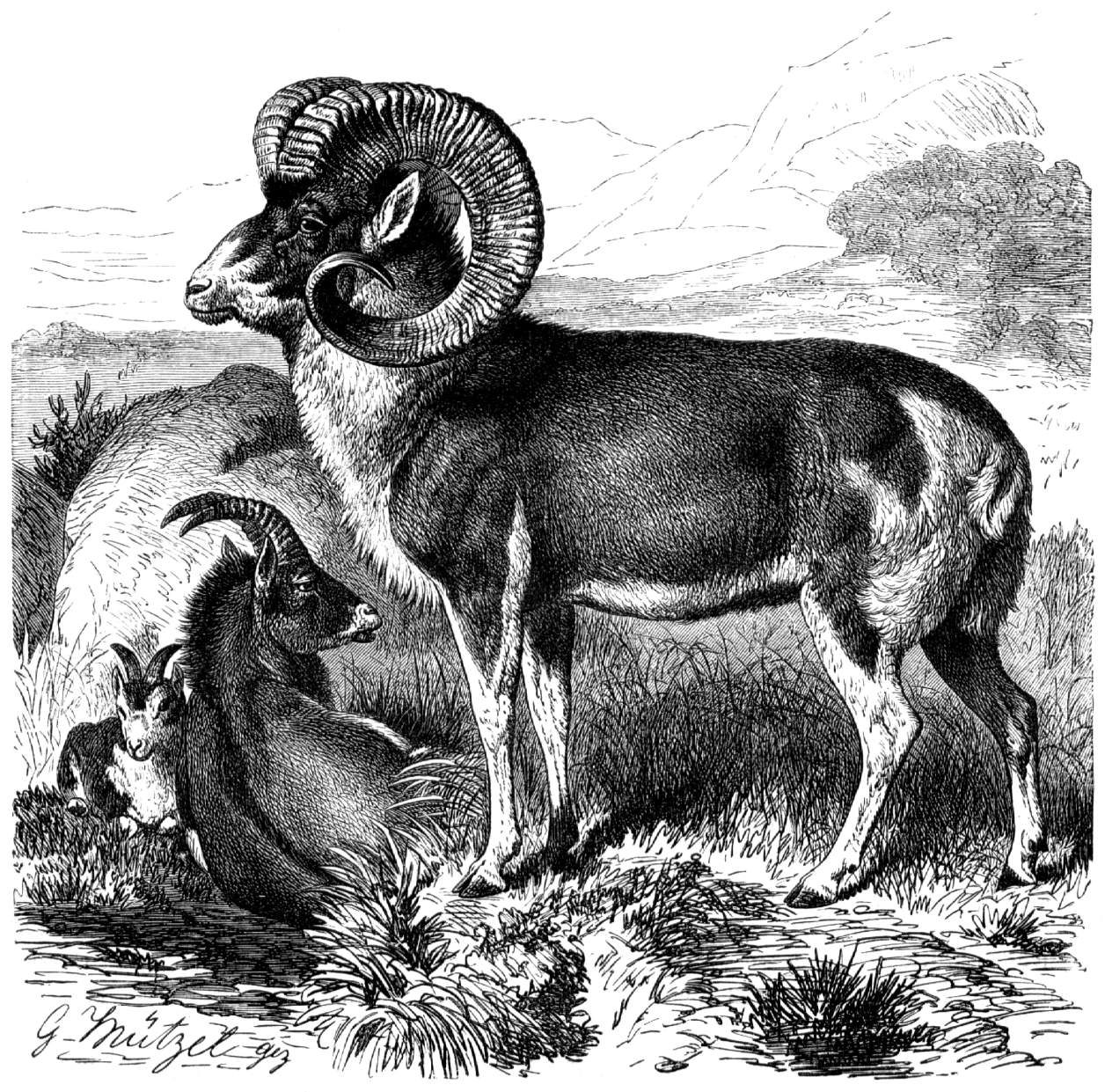
Gravure van het Marcopoloschaap